# Messier 16
A Messier 16 (más néven Sas-köd, M16 vagy NGC 6611) egy emissziós köd és nyílthalmaz a Kígyó csillagképben.

## Felfedezése
A nyílthalmazt 1746-ban fedezte fel Philippe Loys de Chéseaux csillagász, de a ködöt valószínűleg Charles Messier vette észre az 1760-as években.

## Megfigyelése
A ködöt a rengeteg a forró kék és fehér csillag készteti arra, hogy világítson. Az átmérője mintegy 0,5°.Már egy 10 cm-es refraktorral látható három ködös tartomány és körülbelül 20 csillag egyetlen háttér előtt. A halmaz legfeljebb kétmillió éves.

## A Teremtés Oszlopai
Itt találhatóak a Teremtés Oszlopai néven ismertté vált felhők, melyekről 1995-ben Jeff Hester és Paul Scowen készített híres felvételt, a Hubble űrtávcső segítségével. A név igen találó, mert tényleg oszlopokhoz hasonlítanak és csillagok születnek bennük. A teremtés oszlopainak megtekintéséhez viszonylag nagy távcsőre van szükség, mivel a köd egyik kicsi szegletében találhatóak és nagyon halványak.

## Galéria
- A teremtés oszlopai
- A Hubble űrtávcső 2014-ben újra megörökítette a Teremtés oszlopait
- A kilenc és fél fényév hosszúságú Fekete Oszlop
- A csillagköd képe a csillagok nélkül